# Montagu House, Bloomsbury

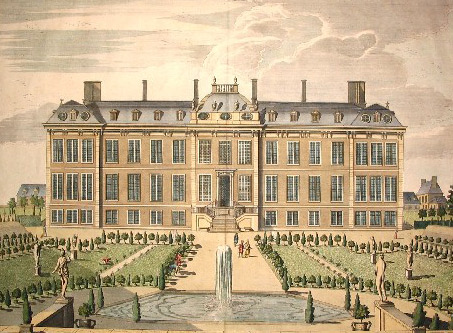
Montagu House, fasad mot trädgården.

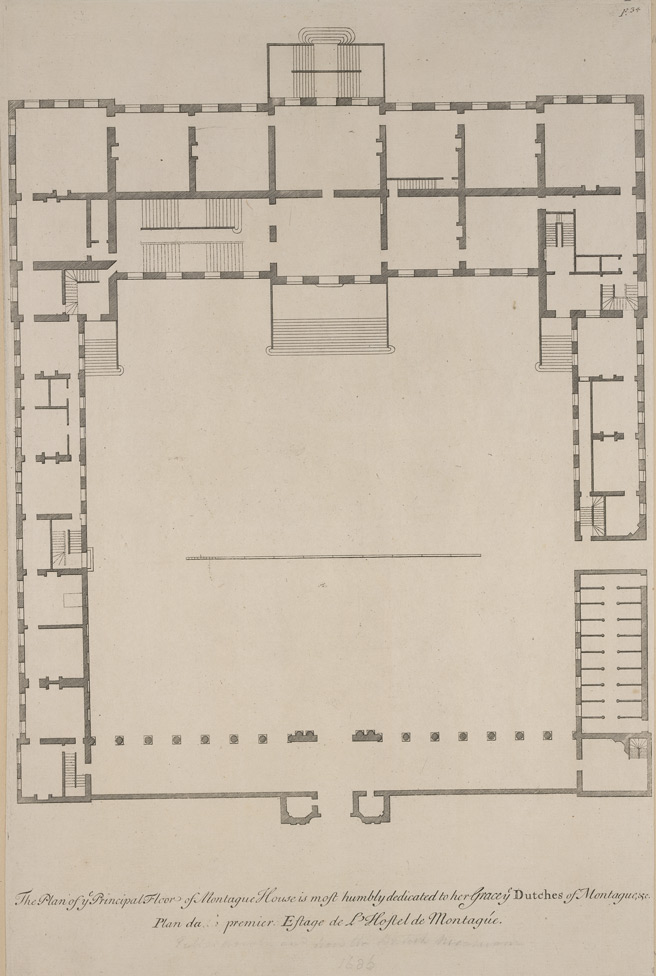
Plan över Montagu House ur Colen Campbells Vitruvius Britannicus.

Montagu House (ibland stavat Montague) var ett slott från slutet av 1600-talet på Great Russell Street i Bloomsbury i London, som blev British Museums första museibyggnad.
Huset byggdes faktiskt två gånger, båda gångerna för samme man, Ralph Montagu, 1:e hertig av Montagu. Det sena 1600-talet var Bloomsburys mest fashionabla era, och Montagu hade köpt en tomt som nu ligger i hjärtat av London, men som på den tiden låg på landsbygden. Det första huset ritades av den engelska arkitekten och forskaren Robert Hooke, en arkitekt med måttlig förmåga vars stil var influerad av fransk planering och nederländska detaljer, och byggdes mellan 1675 och 1679. Det beundrades av samtiden, hade en centralt byggnad och två tjänsteflyglar som flankerande en stor gård. Huset innehöll muralmålningar av den italienska konstnären Antonio Verrio. Den franska konstnären Jacques Rousseau bidrog också väggmålningar. År 1686 förstördes huset i en brand.
Huset byggdes upp igen efter ritningar av en annars föga kända fransman Pouget. Detta Montagu House var, med viss marginal, den mest storslagna privatbostaden som byggdes i London under de sista två decennierna på 1600-talet. Byggnadens framsida hade sjutton travéer, med tre något utskjutande travéer i centrum och tre sluttravéer, som gränsade till tjänsteflyglarna från det första Montagu House. Huset hade två våningar, plus källare och ett framträdande mansardtak med en kupol över centrum. Planeringen som vanligt av tidens franska form, med representationsvåningar som leder från en central salong. Interiörerna, inredda av franska konstnärer, beundrades av Horace Walpole och var förmodligen jämförbara med de bevarade praktgemaken på Boughton House i Northamptonshire, som byggdes för samma beskyddare vid samma tidpunkt.
I början 1700-talet började Bloomsbury försiktigt sjunka från ett fashionabelt aristokratiskt distrikt till mer av ett mer medelklassområde, och 2:e hertigen av Montagu övergav sin faders hus för att flytta till Whitehall. Han byggde sig en mer blygsam bostad som senare ersattes med en överdådig herrgård av hans viktorianske ättling, Walter Montagu-Douglas-Scott, 5:e hertig av Buccleuch: se Montagu House, Whitehall.
Montagu House i Bloomsbury såldes till styrelsen för British Museum 1759 och inhyste denna institution tills det revs på 1840-talet att göra plats för större lokaler.
Inom litteraturen förekommer Montagu House i Neal Stephensons The Baroque Cycle som Ravenscar House med Daniel Waterhouse som arkitekt i stället för Hooke.